# Asura suffusa
Asura suffusa là một loài bướm đêm thuộc phân họ Arctiinae, họ Erebidae.